# Renne Rivas
Renne Alejandro Rivas Alezones (ur. 21 marca 2003 w Ciudad Guayana) – wenezuelski piłkarz występujący na pozycji lewego obrońcy, reprezentant Wenezueli, od 2020 roku zawodnik Caracas.